# マルクス・バエビウス・タンピルス
マルクス・バエビウス・タンピルス（ラテン語: Marcus Baebius Tamphilus、生没年不明）は、紀元前2世紀初頭の共和政ローマの政務官。紀元前181年に執政官（コンスル）を務めた。

## 出自
バエビウス氏族はプレプス（平民）の家系で、紀元前3世紀の終わりに台頭してきた氏族である。カピトリヌスのファスティによると、タンピルスの父のプラエノーメン（第一名、個人名）はクィントゥス、祖父はグナエウスである。父クィントゥスは紀元前219年、即ち第二次ポエニ戦争開戦の前年に大使としてサグントゥムに派遣され、ハンニバルに撤退を要求した。ハンニバルはこれを拒否しサグントゥムを陥落させたため、ローマはカルタゴに宣戦布告した。
タンピルスの兄は紀元前182年の執政官グナエウス・バエビウス・タンピルスである

## 経歴
紀元前194年、植民市シポントゥム建設のための三人委員会に選ばれたことが記録されている。また、紀元前111年に成立した農地法を記した碑文で、この年の護民官と三人委員であるバエビウスが言及されており、おそらく護民官に選出されたと思われる。
紀元前192年、タンピルスはプラエトル（法務官）に就任した。最初彼はヒスパニア・キテリオルに派遣される予定となっていたが、セレウコス朝のアンティオコス3世との戦争の脅威が迫ったため、元老院はタンピルスをブルティウムに送り、この地域を守るために彼に2個ローマ軍団と15500人のアウクシリア（同盟軍兵士）を与えた。その後タンピルスはローマからの命令に従って、タレントゥムとブリンディシウムに軍を移動させ、最終的には海を渡ってエペイロスへ進出し、アポロニアで冬営した。
翌紀元前191年、プロプラエトルとして、春になると味方についたマケドニアのピリッポス5世と共にテッサリアに侵攻し、ローマ・マケドニア連合軍はアンティオコスを支持する多くの都市を奪取した。その後執政官マニウス・アキリウス・グラブリオがバルカン半島に到着し、軍のインペリウム（指揮権）を握ると、タンピルスは軍の一部を指揮してペリナエウム包囲戦に参加した。
紀元前185年、ギリシア都市からのピリッポス5世に対する苦情を検討するレガトゥス（使節）の一人に選ばれた可能性があり、他にはクィントゥス・カエキリウス・メテッルス、ティベリウス・センプロニウス・グラックス・マイヨルといった面々であった。これは実際には前年中に指名された可能性もある。
大使たちはテンペ谷で開かれた会議でこの件を検討し、ピリッポスが近年占領した全ての都市から軍隊を撤退させなければならないと決定した。その後、大使たちはテッサロニキに行き、同じようにピリッポスが占領していたトラキアの二つの都市、アエヌスとマロネアの問題を検討した。ペルガモンのエウメネス2世はこの2都市の領有権を主張したが、大使達は明確な判断は示さなかった。紀元前188年のアパメイアの和約でローマから派遣された10人委員がそのように決定していたのであれば、両都市はペルガモンに引き渡すべきである。もしそのような取り決めがなかった場合は、征服したピリッポスのものである。実際には問題は明確ではないが、何れにせよマケドニア軍は撤退すべきである。ティトゥス・リウィウスによれば、この使節団の決定はピリッポスを侮辱するものであり、その結果第三次マケドニア戦争は避けられないものとなってしまった。翌紀元前184年、帰国した彼らは元老院に報告している。
紀元前181年、パトリキ（貴族）のプブリウス・コルネリウス・ケテグスと共に執政官に選出された。元老院の決定により、両執政官は共和政ローマで初めて選挙の収賄罪に関する法案を民会に提出した。また、プラエトルの選出人数に関する法をタンピルス単独で通過させており、両執政官はリグリアを担当したが、タンピルスは選挙管理のため一度ローマ市に戻っている。
二人とも翌年もプロコンスル（前執政官）としてインペリウム（軍事指揮権）を維持した。ケテグスとタンピルスは現地のアプアニ族を服属させ、彼らをサムニウムに移住させた。これ以降、リグリアはリグリア・コルネリウスおよびリグリア・バエビウスと呼ばれるようになる。ローマに戻ると、両執政官は凱旋式を挙行した（但し、凱旋式のファスティのこの部分は欠落）。軍事的勝利ではない理由で凱旋式を実施したのは、彼らが初めてであった。

## 参考資料

### 古代の資料
- カピトリヌスのファスティ
- ティトゥス・リウィウス『ローマ建国史』

### 研究書
- Broughton R. Magistrates of the Roman Republic. - New York, 1951. - Vol. I. - P. 600.
- Münzer F. Baebius // Paulys Realencyclopädie der classischen Altertumswissenschaft . - 1896. - Bd. II, 2. - S. 2728.
- Münzer F. Baebius 44 // Paulys Realencyclopädie der classischen Altertumswissenschaft . - 1896. - Bd. II, 2. - S. 2732-2733.
- Münzer F. Baebius 45 // Paulys Realencyclopädie der classischen Altertumswissenschaft . - 1896. - Bd. II, 2. - S. 2733-2734.